# Knysnaspecht
Der Knysnaspecht (Campethera notata) ist eine Spechtart aus der Gattung der Fleckenspechte (Campethera) in der Unterfamilie der Echten Spechte (Picinae). Der kleine Specht kommt in einem schmalen, küstennahen Bereich im südlichsten Afrika vor. Von einigen Autoren wird er als Unterart des Goldschwanzspechtes (Campethera abingoni) betrachtet. Unterarten werden nicht beschrieben. Aufgrund des sehr kleinen Verbreitungsgebietes und des kleinen Bestandes wird die Art in der Vorwarnliste (NT = near threatened) der IUCN gelistet. Der Name Knysna stammt aus der Sprache der Khoikhoi, eines indigenen Volkes Südafrikas. Er nimmt Bezug auf den Baumreichtum dieser Region.

## Aussehen

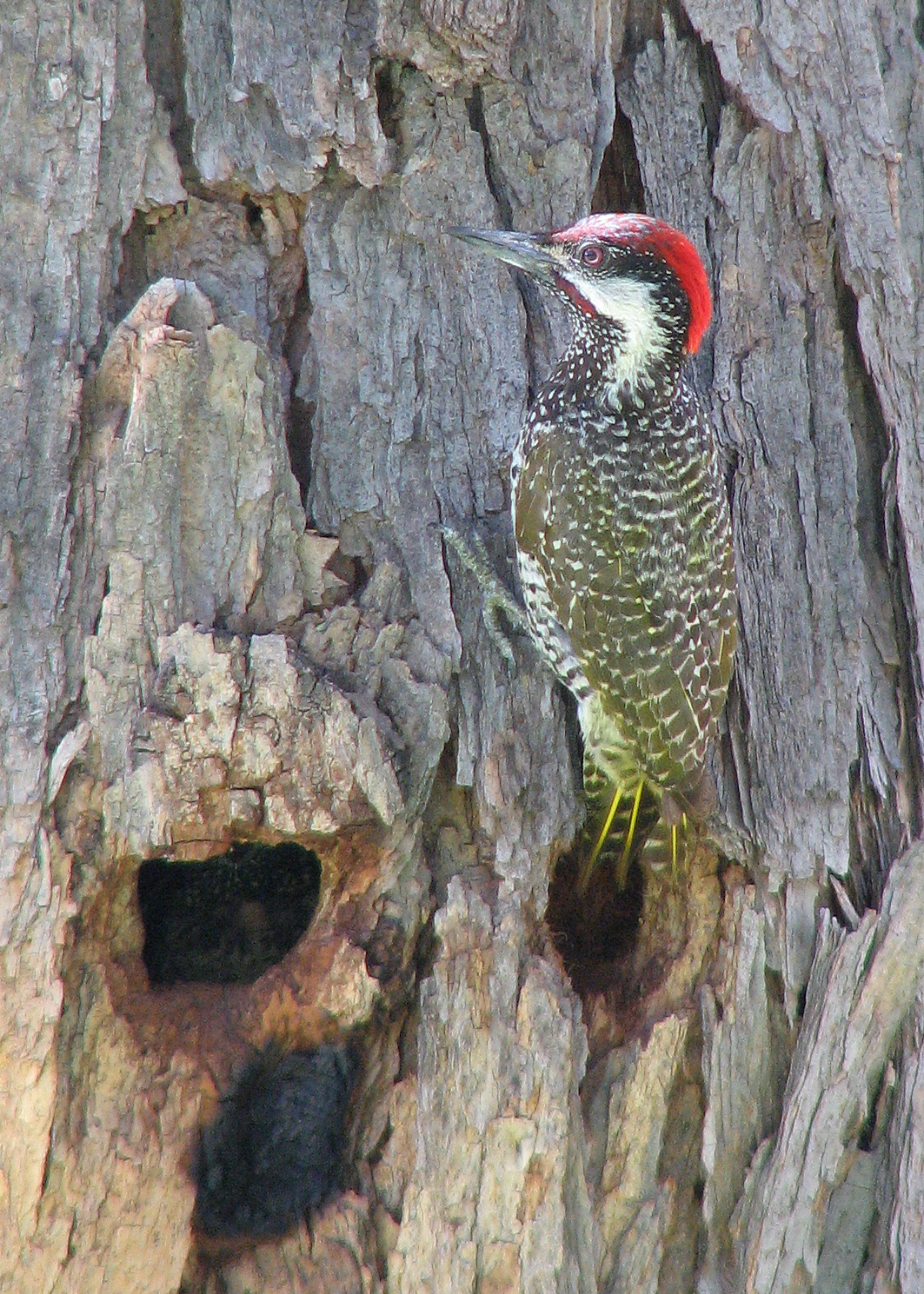
Goldschwanzspecht. Diese Art ist mit dem Knysnaspecht sehr nahe verwandt

Mit maximal 22 Zentimeter Körperlänge ist der Knysnaspecht ein kleiner Specht, in der Größe vergleichbar etwa mit dem heimischen Mittelspecht. Sein Gewicht beträgt etwa 60 Gramm. Im Feld wirkt der Specht vor allem mit abgetragenem Gefieder recht dunkel.
Nacken und Rücken sind auf olivfarbenem bis gelbgrünlichem Grund fein gelblichweiß gestrichelt, die mehr grünbräunlichen Schwingen sind zart gelblichweiß gebändert, wobei sich die Breite der Bänder von innen nach außen verjüngt. Der Hals und die gesamte Unterseite sind bei einer gedämpft weißlichen Grundfärbung schildartig grünlichbraun gefleckt. Der Stützschwanz ist auf der Oberseite olivgrün, auf der Unterseite verwaschen gelblich. Auf seiner Oberseite ist eine mehrfache schmale gelbliche Bänderung gut erkennbar, auf der Unterseite ist sie undeutlich. Füße und die vier Zehen sind grünlichgrau. Auf schmutzigweißem Grund sind die Wangen vom Schnabelansatz an erst fein dunkel gestrichelt und zum Nacken hin flächiger dunkeloliv geschuppt. Die Augen sind bei adulten Vögeln rötlich, bei juvenilen dunkel. Der Schnabel ist dunkelgrau. Das Männchen trägt eine relativ breite ziegelrote Kopfplatte, die bis in den Nacken reicht und einen gleichfarbigen Malarstreifen. Beim Weibchen fehlt der Malarstreifen und die roten Kopfabzeichen sind auf den Hinterkopf beschränkt. Bei ihm ist der Oberkopf schwärzlich und hell linienförmig punktiert. Weitere Geschlechtsunterschiede sind in Färbung, Größe und Gewicht nicht ausgebildet. Jungvögel ähneln in beiden Geschlechtern ausgefärbten Weibchen, sind aber insgesamt auf der Oberseite grünlicher und auf der Unterseite deutlicher und großflächiger gefleckt.
Die individuelle Variation ist relativ groß. Gelegentlich treten sehr dunkle und intensiv gefleckte Individuen auf.

### Stimme
Der häufigste Ruf ist ein pfeifendes Wli-ii oder Piiieh. Daneben sind öfters dreifach gereihte wiih-wi-wie Folgen und annähernd krähend klingende Rufreihen zu hören.

## Verbreitung und Lebensraum

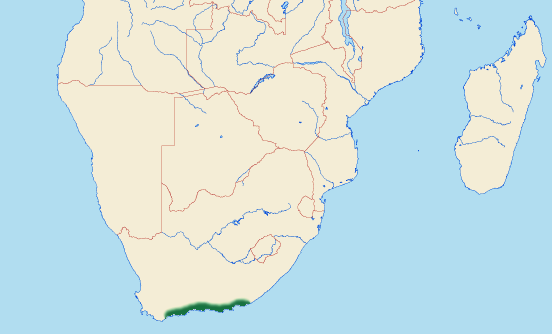
Verbreitungsgebiet der Art

Der Knysnaspecht bewohnt einen sehr schmalen Küstenstreifen in der Kapregion des südlichsten Afrikas. Die westlichsten Vorkommen befinden sich im Gebiet von Swellendam, die östlichsten im südöstlichsten Natal. Dort sind seine Vorkommen auf das Küstengebiet beschränkt, weiter ins Hinterland dringt die Art nur entlang von Bächen und Flüssen vor. In einigen Regionen berühren sich die Verbreitungsgebiete des Knysnaspechtes und des nahe verwandten Goldschwanzspechtes. Hybridisierungen wurden bisher nicht berichtet.
Die Art bewohnt lichte Wälder unterschiedlicher Baumzusammensetzung, häufig auch immergrüne Gehölze. Daneben kommt er in dichten Buschgebieten und weitgehend offenen Landschaften vor, solange dort Höhlenbäume zur Verfügung stehen. Gelegentlich kann er auch in Parks und größeren Gärten erscheinen. Regional ist die Art nicht selten.

## Nahrung und Nahrungserwerb
Knysnaspechte ernähren sich vor allem von Ameisen und deren Entwicklungsstadien. Daneben erbeuten sie holzbewohnende Käfer und deren Larven. Sie suchen vor allem auf toten oder geschädigten Ästen und Stämmen ihre Nahrung. Meist sammeln sie von der Oberfläche oder stochern in Ritzen und Spalten. Besonders attraktiv scheinen flechtenbewachsene Baumabschnitte zu sein.

## Brutbiologie
Die Art brütet zwischen August und November, also im südlichen Frühjahr. Beide Geschlechter zimmern in Totholz eine Nisthöhle. Das Gelege besteht aus 2–4 Eiern. Soweit bekannt, beträgt die Bebrütungsdauer etwa zwölf Tage, die Nestlingszeit liegt zwischen drei und vier Wochen. Die Nestlinge werden von beiden Eltern mit herausgewürgter Nahrung gefüttert.

## Systematik
Der Knysnaspecht ist ein Angehöriger der Fleckenspechte (Campethera), deren 12 Vertreter in Afrika, vor allem südlich des Äquators vorkommen. Nach Winkler et al. bildet er mit dem sehr ähnlichen  Goldschwanzspecht (Campethera abingoni) und dem Mombasaspecht (Campethera mombassica) eine Superspezies. Gelegentlich werden auch beide Arten als Unterarten des Goldschwanzspechtes betrachtet.

## Bestand und Gefährdung
Der Knysnaspecht wird von der IUCN in der Vorwarnliste der gefährdeten Arten geführt. Obwohl keine Analysen zur Bestandsdynamik vorliegen und die Art regional nicht selten ist, wird dies mit dem relativ kleinen Verbreitungsgebiet von weniger als 50.000 Quadratkilometern und dem geringen Gesamtbestand von maximal 5000 Tieren begründet. Besonders negativ scheint sich das Fällen potentieller Brutbäume auf den Bestand der Art auszuwirken. Weite Teile des Brutgebietes werden zunehmend touristisch erschlossen, woraus neben vielfältigen Störungen auch ein nicht unwesentlicher Habitatverlust resultiert.